# Каёндех
Каёндех (тадж. Каёндеҳ; до марта 2022 г. — Мукур, тадж. Муқур) — село в сельской общине (джамоате) Лахш Лахшского района. Расстояние от села до центра района — 50 км, до центра джамоата — 5 км. Население — 621 человек (2017 г.; 505 человек, 83 домохозяйств — в 2003 г.), таджики.